# Barrage de Demirtaş
Le barrage de Demirtaş est un barrage en Turquie. La rivière émissaire du barrage s'appelle Demirtaş Deresi, traverse la ville de Demirtaş (district d'Osmangazi dans la province de Bursa) et se jette dans la Nilüfer Çayı.

## Sources
- (en) www.dsi.gov.tr/tricold/demirtas.htm Site de l'agence gouvernementale turque des travaux hydrauliques